# Pandanus hemisphaericus
Pandanus hemisphaericus är en enhjärtbladig växtart som beskrevs av Harold St.John. Pandanus hemisphaericus ingår i släktet Pandanus och familjen Pandanaceae.
Artens utbredningsområde är Filippinerna. Inga underarter finns listade.